# Fenton Robinson
Pour les articles homonymes, voir Robinson.
Fenton Robinson est un chanteur et guitariste de blues américain, né à Greenwood, Mississippi, le 23 septembre 1935, décédé à Rockford, Illinois, le 30 novembre 1997.

## Discographie

### Albums
- Nightflight
- I hear some blues Downstairs (Alligator)
- Somebody loan me a dime (Alligator)
- Mellow Fellow (Charly)
- Blues in progress (Black Magic)
- Special Road (Black Magic)